# Вусач дубовий великий західний

Вуса́ч дубо́вий вели́кий за́хідний (Cerambyx cerdo Linnaeus, 1758 = Cerambyx heros Scopoli, 1763 = Cerambyx luguber Voet, 1778 = Cerambyx cerdo var. major Linnaeus, 1758) — підвид жуків з родини Вусачів.
Вагомий внесок у вивчення біології, екології та господарського значення виду зробили українські ентомологи Д. Ф. Руднєв і М. С. Грезе.

## Морфологія

### Імаго
Великий вид (довжина самців і самок — 20-55 мм). Вусики довші за тіло, 1-й членик потовщений, 3-5-й — вузлуваті, решта члеників плоскі, із сильно сплющеним зовнішнім краєм. Передньоспинка опукла, з перетяжками, на диску у складках неправильної скульптури, з гострим горбом по бічному краю. Надкрилля довгі, звужені до вершини, в зморшкуватій скульптурі. Відросток передньогрудей на вершині вертикально спадає. Відросток середньогрудей широкий, на вершині глибоко вирізаний. Западини передніх тазиків заокруглені або ледь вирізані зовні у вигляді кута. Тіло смолисто-чорне, надкрилля чорні, просвічують бурим або рудим на вершині.

### Личинка
Личинка C. cerdo досягає 65-85 мм в довжину і 13-18 мм в ширину. Голова жовта з чорним переднім краєм. Є по 3 вічка з кожної сторони і поодинці на дорзальній і вентральній поверхнях скронь. Скроні без реберця в задній частині. Верхня губа поперечна, піднята посередині. Пронотум в поздовжніх боріздках в основній частині. Ноги з 4 члениками і кігтиком. Терґіт задньогрудей, стерніти середньо- і задньогрудей, а також мозолі черевця грубо ґранульовані.

## Поширення
C. cerdo приналежний до європейської групи видів у складі європейського зоогеографічного комплексу. Ареал охоплює Європу, Кавказ та прилеглі регіони. Вказаний підвид зустрічається тільки в Західній і Центральній, а також частково у Східній Європі.
В Карпатському Єврорегіоні поширений, майже, виключно в передгірних районах Закарпаття й Передкарпаття, причому на Закарпатті цей вид доволі часто трапляється в поясі передгірних дубових лісів, а на Передкарпатті його поширення є дуже спорадичним.

## Екологія
Жуки трапляються на гілках та стовбурах дерев, часто в місцях ушкодження стовбурів, з яких витікає сік, і яким вони живляться. Літ триває з травня по липень включно.

## Життєвий цикл
Заселяють переважно дуби (живі дерева і пні), рідше інші листяні породи. Личинка живе під корою, де, живлячись, вигризає довгі звивисті ходи. Перед заляльковуванням, вона вгризається в деревину, прокладаючи короткий гачкоподібний хід, який завершується лялечковою камерою. В цій камері личинка створює своєрідну стінку з дрібної тирси, яка закриває личинковий хід. Така стіночка забезпечує стабільний температурний режим в камері та захищає від зовнішніх ворогів, які могли б потрапити в личинковий хід. Лялечка формується восени або в кінці літа й жук зимує в лялечковій камері, виходячи на поверхню лише наступного року, на початку літа. Він спершу прогризає отвір в личинковий хід, а від так прогризає кору й виходить назовні.

## Охорона
Вид занесений до Червоного списку МСОП (охоронний статус: вразливий вид), Європейського Червоного списку (охоронний статус: зникаючий вид),  Червоної книги України (охоронний статус: вразливий вид),  Бернської конвенції (Додаток ІІ. Види фауни, що підлягають особливій охороні) та Директиви Європейського Союзу 92/43/ЄС «Про збереження природних оселищ та видів природної фауни і флори» (Додаток II. Види рослин і тварин, що становлять особливий інтерес для Європейського Союзу, збереження яких потребує створення територій особливої охорони. Додаток IV. Види рослин і тварин, що становлять особливий інтерес для Європейського Союзу, які потребують суворих заходів охорони).

## Систематика
Жуки підроду Cerambyx є еволюційно прогресивнішими, ніж підроду Mesocerambyx.